# Z-43号驱逐舰
Z-43号（德語：Z 43）是纳粹德国海军于二战期间建造的五艘1936B型驱逐舰之一。它自1942年5月1日开始在不来梅的德希马格威悉船厂铺设龙骨，1943年9月22日下水，至1944年5月31日交付使用。入列后，该舰于战争期间一直在波罗的海服役，执行护航德国舰船、布设水雷和炮击苏联军队等任务。1945年4月10日，Z-43号因触雷而严重受损，延至同年5月3日自沉。

## 设计
1936B型驱逐舰保留了先前1936A型的舰体设计和动力方案，但是恢复到1936型较轻的主武器配置以减轻顶部配重和改善耐波性。其水线长和全长分别为121.9米和127米，有12米的舷宽以及最大4.32米吃水深度；舰只的设计排水量为2,519吨，满载时则可达3,542吨。它由两台改良型瓦格纳-德希马格齿轮传动蒸汽轮机提供动力，各负责驱动一副直径为3.35米的三叶螺旋桨。过热蒸汽则由六台瓦格纳水管锅炉供应，其运行压力为70標準大氣壓（7,093千帕斯卡），温度450℃。动力装置可输出70,000匹軸馬力（52,000千瓦特）的功率，使该舰的设计航速达到36節（67每小時）；并得益于最多835吨的燃料油贮量，它还能够以19節（35每小時）的速度的巡航2,600海里（4,800）。舰只的标准船员编制为11－15名军官和305－320名水兵。
舰只的主炮为五门127毫米34式速射炮，架设在带有炮挡的单装炮座上。其中舰艛的前部和后部各有两门以叠加方式安置，第五门则设于在后甲板室的顶部，并从前到后编为1至5号。该舰的防空武器则由安装在与后部烟囱并排的一对双联装炮座上的四门37毫米30式速射炮和十五门20毫米38式高射炮（分别安装在三个四联装和三个单装炮座中）组成。此外，Z-43号还在水上部分的两个四联装动力操纵式底座上装备有八具533毫米鱼雷发射管，每个底座均各配备一对可装填鱼雷。后甲板可安装四个深水炸弹发射器和水雷导轨，最大容量为60枚水雷。作为探测潜艇的工具，舰上也搭载有一套称为“群听装置”的被动式水听器，并可能安装有一套主动式声纳系统。在舰桥顶部则配备了FuMo-24型雷达。

## 历史
Z-43号最初是作为1938B型驱逐舰于1939年6月28日从不来梅的德希马格订购，但随后这款舰型设计被放弃，订单取消，战争海军遂将其改为1936A（动员）型重新订购。至1941年2月17日，该订单被进一步调整为1936B型，建造序列为1029。它于1942年5月1日开始在威悉船厂铺设龙骨，1943年9月22日下水，至1944年5月31日在海军上校阿图尔·文宁格的指挥下交付使用。经过战备训练后，该舰于1944年10月被编入第6驱逐区舰队服役。
11月20日至21日，由Z-43号、Z-25号、Z-35号和Z-36号组成的第6驱逐区舰队以及由四艘1937型鱼雷艇组成的第3鱼雷艇区舰队加入了由海军中将奥古斯特·蒂勒领导的战斗集群，与重巡洋舰欧根亲王号一同为困在萨雷马岛瑟尔韦半岛上的德国陆军部队提供舰炮支援。从11月22日至24日，装甲舰舍尔将军号率领第2鱼雷艇区舰队的六艘鱼雷艇轮替欧根亲王号、Z-36号、Z-43号和第3鱼雷艇区舰队。24日夜间，德军完成从瑟尔韦半岛的撤离。Z-43号则已于22日抵达戈滕哈芬并更换了燃料和弹药。该舰于23日返回瑟尔韦半岛继续执行任务，即便在最后一批德军撤离后，它仍继续炮击苏联阵地，直到11月25日才重回戈滕哈芬。
12月9日，由Z-43号、Z-35号和Z-36号以及鱼雷艇T-23号和T-28号共同组成的编队，奉命从戈滕哈芬启程，前往爱沙尼亚海岸和稍远海域的既有雷区之间布设新的雷区。其中T-23号负责为其余它舰艇护航，每艘驱逐舰则装载68枚水雷。由于天气恶劣，任务被推迟到12月11日至12日夜间，编队于11日上午启航。一天下来，天气逐渐恶化，浪花和雨水使航行变得困难。由于航行过于偏北，Z-36号和Z-35号在新雷区的预定方位以北仅2.5海里（4.6）处误入了己方的“犀牛”（Rhinoceros）雷区，Z-43则通过其磁性防雷保护系统（MES）识别出雷区并通过倒车而幸免于难。两艘姊妹舰均触雷并于凌晨02:00左右沉没；因距离雷区太近，德国人在黑暗中没有采取任何措施营救幸存者。
Z-43号于1945年初驶入戈滕哈芬的造船厂，对火炮进行必要的修理和电子系统检查。1月16日，该舰重新投运，并与Z-25号和T-4号一同在但泽湾以及戈滕哈芬至利鲍间执行反潜作战和护航任务。当萨姆兰陆军部自2月18日开始发动局部反击以恢复皮劳/菲施豪森至柯尼斯堡之间的陆路联系时，舍尔将军号、Z-38号、Z-43号、T-28号和T-35号于19日夜间集结，并炮击了苏联第39集团军在萨姆兰南岸齐默布德和格罗斯海德克鲁格附近的阵地。2月23日，Z-43号、Z-38号和T-28号再次介入陆地战，协助重新建立了与柯尼斯堡的联系。三天后，Z-43号、Z-25号和T-8号又协助护送满载难民的远洋班轮汉堡号从戈滕哈芬前往萨斯尼茨，并于27日平安抵埗。随后，这些舰艇还接管了对难民船的防空保护。Z-43号于3月7日护送舍尔将军号及其姊妹舰吕措号从但泽湾前往斯维讷明德，继而移至科尔贝格，自3月9日起开始炮击那里的地面目标。3月11日，在第11登陆艇区舰队的渡驳艇的协助和第5舰炮运输区舰队的支援下，Z-43号开始撤离当地的被困人员。3月15日，该舰返回斯维讷明德补充燃料和弹药，然后于3月17日恢复此前在科尔贝格内外的任务。3月18日，当完成撤离时，它接走了驻守该城的最后一批部队。在送抵斯维讷明德后，Z-43号前往戈滕哈芬支援和保障吕措号和欧根亲王号打击地面目标。该舰也参与炮击了苏联阵地。月底，舰长一职发生变动，海军中校卡尔·海因里希·兰佩于4月5日接任Z-43号指挥官。
Z-43号此后在海尔半岛附近继续执行撤离人员和对军舰的防空保护任务，但由于缺乏燃料和弹药，它于4月8日与被炸弹损坏的Z-38号和Z-31号一同撤退。4月9日，此前相当幸运的Z-43号也被一枚炸弹击中，但仅作为哑弹卡在前部烟囱中。比炸弹碎片造成轻微损伤更严重的是苏联飞机的机载武器射击造成的损伤，导致舰上的MES系统瘫痪。这使得它于翌日便不慎触雷，爆炸将舰体炸出一个15×4米的大洞，龙骨断裂，中央和后部锅炉舱进水。T-33号鱼雷艇起初对其实施拖曳，但Z-43号后来能够依靠自己的动力于4月13日驶抵罗斯托克。损毁的严重性以及战争局势导致该舰需要进行紧急维修，相关工程在海王星船厂展开，这实际上只是为了在预期的“罗斯托克要塞”中实现固定使用。其舰体得到重新密封，并在龙骨上焊接了两根钢梁作为临时加固。由于涡轮机未收损伤，锅炉舱在排空积水后可以继续使用。5月1日，Z-43号计划驶入瓦尔讷明德附近的锚区，以便在必要时能够用于对抗苏联军队。当该舰从造船厂缓缓沿着瓦尔诺河移动时，与苏联坦克的第一次战斗爆发了。5月2日，它耗尽了所有弹药，不再可能进行有序的防御，遂进一步驶向基尔，并经历了对这座城市的最后一次大规模空袭。一天后，Z-43号继续驶入弗伦斯堡附近的盖尔廷湾，由其船员自行凿沉在54°48′32″N 9°46′57″E / 54.80889°N 9.78250°E处。1953年，这艘位于浅水区的驱逐舰残骸遭大部分拆解。

## 脚注
1. 1 2  Gröner，第79頁.
2. ↑  Koop & Schmolke，第27頁.
3. ↑  Whitley，第68, 71–73, 201頁.
4. ↑  Koop & Schmolke，第24–25, 119頁.
5. ↑  Hildebrand, Röhr & Steinmetz，第83–84頁.
6. ↑  Koop & Schmolke，第119–120頁.
7. ↑  Rohwer，第373–374頁.
8. 1 2 3  Hildebrand, Röhr & Steinmetz，第83頁.
9. ↑  Whitley，第180–187頁.
10. 1 2  Koop & Schmolke，第120頁.
11. ↑  Rohwer，第387, 395頁.
12. ↑  Whitley，第188–189頁.